# 前5千纪
在前5千纪（或称前第5个千年）时代，亚洲、北非和欧洲南部的人类已经广泛从事农业生产，在小亚细亚半岛城市已经普遍建立，铜器开始使用，车轮被发明出来，畜牧业在欧亚大陆逐渐普及，中国进入农耕时代，全世界的人口可能已经达到5-7百万。

## 文化
- 温查文明 （前6千纪-前3千纪）
- 欧洲盘绳陶器文化（前6千纪-前5千纪）
- 欧洲梳纹陶器文化（前6千纪-前3千纪）
- 中国上宅文化开始（前5500年-前4500年）
- 古埃及的前王朝时代（前4800年-前4000年）
- 起源于中国南方沿海的南亚语系民族开始扩张，发展了航海技术、用渔钩和渔网捕鱼的技术和园艺。
- 大坌坑文化開始（前5千纪-前3千纪）

## 发明与发现
- 前5000年 — 东南亚普遍进行水稻种植，并逐渐传入恒河流域。
- 前5000年 — 农业文化从近东传播到欧洲的大西洋沿岸。
- 前5000年 — 墨西哥开始种植玉米。[1]
- 前5000年 — 象形文字出现在世界几个文明起源地。
- 前4500年 — 耕作方法开始传入欧洲。
- 前4000年 — 在埃及发现人类最早制作的金属器物。[1]
- 中国驯化水牛。
- 发明酿造啤酒。
- 印度和美索不达米亚使用车轮。
- 前4200年 — 北欧进入中石器時代。

## 环境变化
- 前5000年-前4900年 — 是全新世中期佩伦海进时期，全球气候温暖。

## 历法
- 前4713年 — 1月1日的中午12时为儒略日的起点。
- 前4121年 — 德国历史学家爱德华·梅耶确定的埃及历法的起点。
- 前4004年 — 北爱尔兰阿玛夫大主教詹姆士乌舍尔创立的日历中，确定当年10月23日前夜为创世纪起点。
- 前4300年 — 天槍三成为和地球天顶北极点最接近的星，直到前3942年，才被右樞所取代。